# Ichnusa (traghetto)
Ichnusa è un traghetto di proprietà della Genova Trasporti Marittimi (joint venture partecipata da Finsea e dal cantiere navale genovese San Giorgio del Porto).

## Caratteristiche
Con una stazza di circa 2200 tonnellate e una velocità massima di 13 nodi può ospitare 325 passeggeri e 50 auto.

## Servizio
Varato in origine per la Tirrenia di Navigazione, venne inizialmente utilizzato sulla rotta Bonifacio-Santa Teresa Gallura. Nel 1988 l'unità passò dalla Tirrenia alla società controllata Saremar, con la quale ha operato fino al 31 marzo 2016. A causa della chiusura della compagnia regionale, il traghetto è stato acquistato dalla BluNavy. 

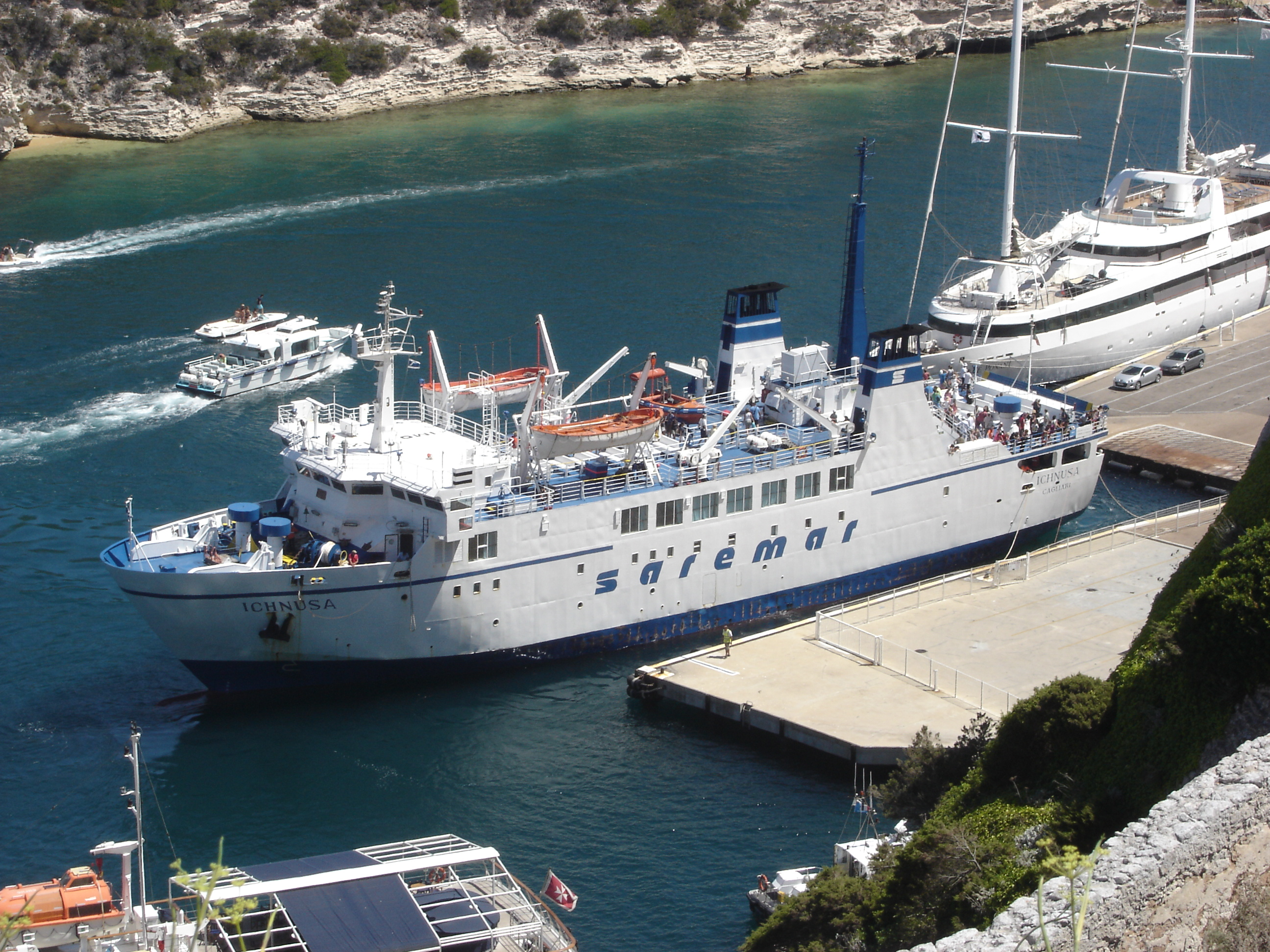
L' Ichnusa in servizio per Saremar a Bonifacio.

Nell'aprile 2019 ha subito un intervento di restyling che ha comportato l’ammodernamento del bar interno, la creazione di un punto di ristoro all'aperto e il rinnovamento del salone e dei servizi igienici.

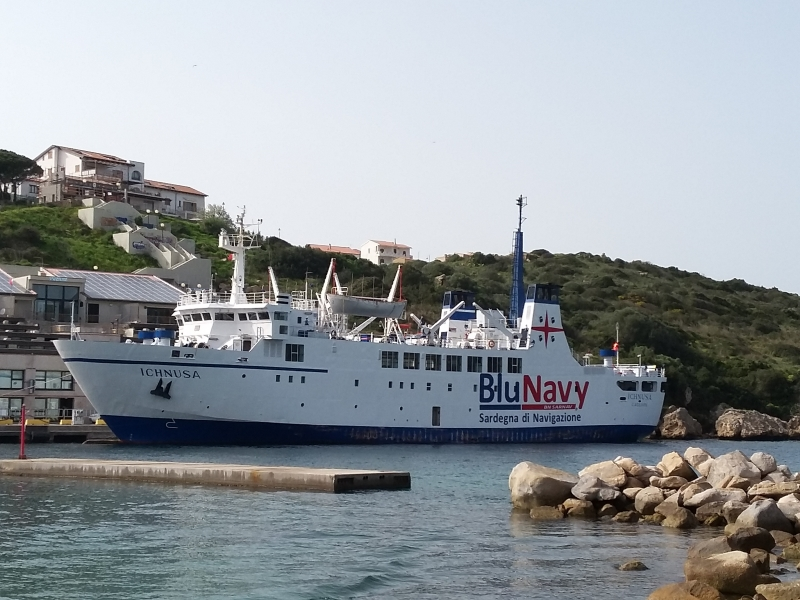
L' Ichnusa a Santa Teresa di Gallura in servizio per BluNavy.

La nave, dopo la stagione estiva nelle bocche di Bonifacio, ha fatto rotta verso Genova dove è rimasta per quasi 2 mesi. Il 22 novembre è partita alla volta di Piombino ma, causa maltempo, è stata dirottata a Portoferraio dove rimase attraccata al molo 1 Nord fino al 24 novembre. Il giorno seguente iniziò le prove d'accosto nei porti toscani per poi prendere servizio il giorno 30 novembre. 
Durante il periodo della pandemia COVID-19 ha prolungato il servizio sulla tratta di un mese circa.
Il traghetto, dopo 5 mesi e 11 giorni di servizio sulla linea tra i due porti toscani, è stato posto in disarmo e dopo qualche settimana è partita da Piombino alla volta di Santa Teresa Gallura per riapertura dei collegamenti tra Sardegna e Corsica. Dopo la chiusura anticipata della stagione è tornata a Piombino, dov'è rimasta in disarmo lì fino ai primi di novembre, raggiungendo poi il porto di Reggio Calabria, dov'è rimasta ferma fino alla stagione estiva, per trasferirsi nuovamente a Piombino nell'aprile 2021. 
Il 31 maggio 2021 viene annunciata la vendita a Genova Trasporti Marittimi (Ichnusa Lines); joint venture partecipata dal Gruppo Finsea e dal cantiere navale genovese San Giorgio del Porto.
Dal 16 dicembre 2021 a marzo 2022 è stata noleggiata per la compagnia Moby Lines, svolgendo servizio tra la Sardegna e la Corsica sulla tratta Santa Teresa Gallura-Bonifacio e viceversa sostituendo i traghetti Giraglia e Bastia, fermi per guasto. L'Ichnusa è arrivata il 22 dicembre a Genova per manutenzione ordinaria e dal 1º aprile 2024 tornerà di nuovo in servizio nella stessa rotta.
Da dicembre 2024 ai primi di marzo 2025 rimane in disarmo invernale a Genova, tornando in servizio l'8 marzo sulla Santa Teresa Gallura-Bonifacio per conto di Moby Lines, in sostituzione del Giraglia. Dai primi di aprile torna in servizio per Ichnusa Lines.